# Pterocles personatus
Pterocles personatus là một loài chim trong họ Pteroclidae.